# Clarksville (Iowa)
Pour les articles homonymes, voir Clarksville.
Clarksville est une ville américaine située dans le comté de Butler dans l’État de l'Iowa. En 2010, sa population était de 1 439 habitants.

## Traduction
- (en) Cet article est partiellement ou en totalité issu de l’article de Wikipédia en anglais intitulé « Clarksville, Iowa » (voir la liste des auteurs).